# 7237 Vickyhamilton
7237 Vickyhamilton è un asteroide della fascia principale. Scoperto nel 1988, presenta un'orbita caratterizzata da un semiasse maggiore pari a 2,5791849 UA e da un'eccentricità di 0,1680327, inclinata di 12,27844° rispetto all'eclittica.
L'asteroide è dedicato a Victoria Hamilton, ricercatrice all'Università delle Hawaii che con lo studio spettroscopico nell'infrarosso ha individuato presenza di rocce ricche di olivina su Marte.